# Marktstraße 11 (Quedlinburg)

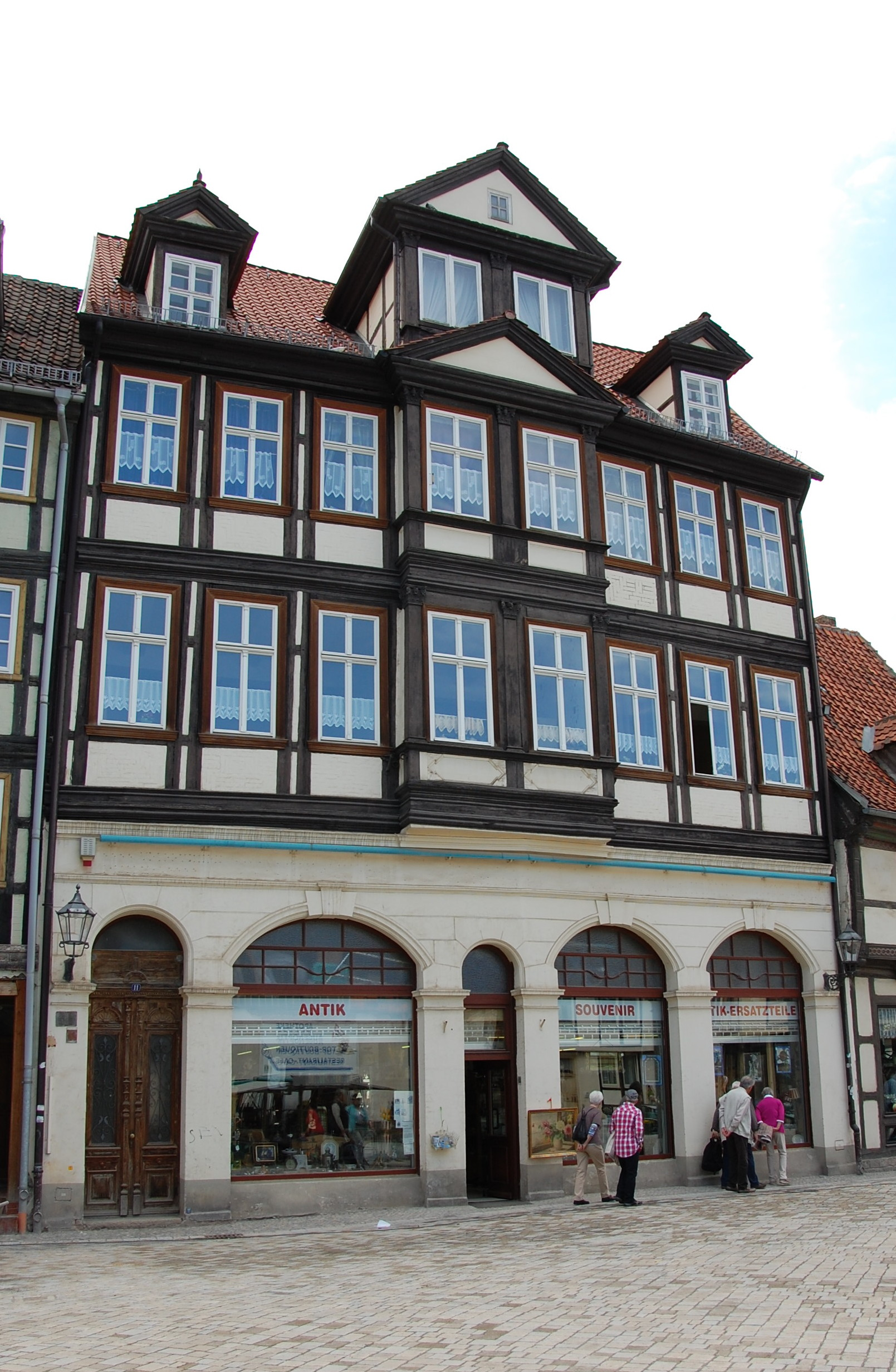
Haus Marktstraße 11

Das Haus Marktstraße 11 ist ein denkmalgeschütztes Gebäude in der Stadt Quedlinburg in Sachsen-Anhalt. 

## Lage
Es befindet sich in der historischen Quedlinburger Altstadt nördlich des Marktplatzes der Stadt. Das Gebäude gehört zum UNESCO-Weltkulturerbe und ist im Quedlinburger Denkmalverzeichnis als Wohn- und Geschäftshaus eingetragen. Südlich grenzt das gleichfalls denkmalgeschützte Haus Marktstraße 10, nördlich das Haus Marktstraße 12 an.

## Architektur und Geschichte
Das große Fachwerkhaus entstand vermutlich in der Zeit um 1770, obwohl inschriftlich bereits das Jahr 1704 genannt wird, im Stil des Klassizismus. Ursprünglich gehörte das straßenseitige Wohnhaus zu einer großen Hofanlage. Die Fassade wird von einem mittig vor den Obergeschossen angeordneten, mit Pilastern geschmücktem Kastenerker geprägt. Über dem Erker ist ein Zwerchhaus angeordnet. Das Untergeschoss wurde in späterer Zeit in massiver Bauweise erneuert. Es erhielt dabei eine Putzgliederung im Stil des Historismus. Die Haustür stammt aus der Zeit um 1890 und ist üppig mit Schnitzwerk verziert.
Auf dem Hof des Anwesens befindet sich ein in der zweiten Hälfte des 18. Jahrhunderts errichteter Gebäudeflügel, der mit einer Galerie im Stil des Spätbarock versehen ist. Die Brüstung der Galerie ist mit gesägten Draljen verziert.